# Feira de Melilha
Feira de Melilha (oficialmente e em em castelhano:  Feria de Melilla) é realizada em Melilha, um enclave espanhol no norte da África e celebrada em homenagem à sua padroeira, a Virgem da Vitória e cujo recinto de feiras está localizado na Esplanada Multifuncional de San Lorenzo, um ambiente moderno para uma feira tradicional, perto da marina.

## História
A feira foi realizada pela primeira vez em 1903.

## Descrição
Nos últimos anos, a Feira do Dia tem-se popularizado, com dezenas de barracas e estabelecimentos privados e oficiais para tomar um aperitivo, com a gastronomia de Melilla, tão variada e multicultural como a sua população, ao ritmo das rumbas e sevilhanas.
O recinto do festival está repleto de entretenimento, grupos de rociero, clubes e apresentações.
A noite da feira é um momento de celebração e de se vestir bem. O Stand Oficial das Festas oferece, ainda, espetáculos musicais da Península e de grupos locais emergentes que procuram um lugar no panorama artístico nacional.
No dia 8 de setembro, dia da Virgem da Vitória, padroeira de Melilla. O ambiente festivo dá lugar acima dos muros para descer ao Ensanche modernista.

## Data da celebração
A feira é realizada desde 1903 e dura oito dias.

## Os touros
Os touros da Praça de Touros de Melilla estão associados à celebração da feira desde o início.